# 田尻愛義
田尻 愛義（たじり あきよし、1896年11月28日 - 1975年10月29日）は、日本の外交官。特命全権公使として上海在勤ののち、外務省政務局長や、大東亜次官、外務次官を務めた。
中国ナショナリズムを尊重する立場をとり、外交官生活の大半を中国で送った。日中和平交渉史の中では、汪兆銘側から求められて香港総領事に就任したことで知られるが、実際には田尻は「汪兆銘工作」に対して強い批判を持っていた。

## 中国任官まで
1896年11月、島根県に生れる。1920年3月、東京高等商業学校（のちの一橋大学）附設商業教員養成所を卒業し、同年4月、京都市立第一商業学校（のち京都市立西京高等学校）の教諭となる。1921年外交官及領事官試験合格。1922年より1924年までイギリスへ留学。留学時に日中外交の重要性を自覚し、中国勤務を希望、1925年、漢口総領事館の領事館補を命ぜられる。
その後2年間の東京勤務を経て、1930年、再び中国へ。天津勤務となり、まもなく天津総領事代理を務めることとなる。

## 溥儀連れ出し工作
天津在任中、関東軍が当時天津にいた溥儀を天津から脱出させる工作を行った。1931年11月8日、関東軍は放浪中国人を集め、日本租界の方向に向け発砲させて騒ぎを起こし、それを理由に戒厳令敷き、その混乱を利用して土肥原賢二大佐（当時奉天特務機関長）らが溥儀を連れ出した。田尻は土肥原に対し、一定の批判を持ちながらも、「溥儀に出盧の意志があるかぎり、関東軍の連れ出し工作にたいし私は邪魔だてしたくない」と言い、最終的に工作を黙認する立場をとった。後日田尻らはリットン調査団に対してこの騒ぎを「中国側の不法行為」として報告したが、田尻は「この説明振りほど良心に反し曲筆を弄したものはなかった」と回想している。

## 汪兆銘工作
1933年には東京に戻り、アジア局第一課へ。1934年には二課長になった。その後1935年から1937年にかけて東京勤務と中国勤務を繰り返し、1937年7月の盧溝橋事件は上海で迎えることになる。1938年1月の近衛声明「蔣介石を対手とせず」には、回想録に「唖然とせざるを得なかった」と強い批判を書き残している。
1938年7月、外務書記官、調査部第五課長として東京に帰任。ここで影佐禎昭大佐より、「汪精衛（汪兆銘）を重慶政府に寝返りさせて、抗日の蔣介石陣営から引き抜く」という、いわゆる「汪兆銘工作」の企画を知らされる。さらに中国側の高宗武より西義顕に対して「お互い気心の知れている」田尻を香港総領事に任命してほしい、との要望があり、報を受けた有田外相はこれを即諾、田尻は1938年11月、香港総領事に就任した。
ただし田尻は汪兆銘に対しては強い批判を持っており、汪兆銘政府成立時には、影佐大佐に対して、「汪が重慶脱出前には占領地の傀儡政府を嫌いながら今になって占領地の政府を統合してその長になろうというのは……私に言わせれば、彼には自分の一身の利害があるだけで、もう中国、中国人のための平和幸福の目標を捨てている。……しかも自分をも裏切るばかりか、占領地の中国人を欺くことにもなる」と痛烈な批判を行っている。
田尻は有田八郎外相に対して汪兆銘政府樹立の再考を進言したが、既に軍部の方針は定まっていた。結局1940年3月、汪兆銘の南京国民政府が成立することとなった。
1940年1月、東亜局第一課長勤務。この時田尻は、汪兆銘との内約を「汪政府と正式に交渉して同意をとりつけ、両政府間、したがって日中両国間の基本条約にしたい」との興亜院の要求を受けた。田尻は「すでに世界に醜悪を暴露した内約」「天下の物笑いになる」と強く反対し、回想録の中では興亜院に対して「狂人ぞろい」とまでの痛烈な批判を行っている。しかし結局は興亜院、軍の意向を受け入れざるを得ず、田尻は、この時期ほど「無意味で無目的な、そして良心に反する痛々しいものはなかった」と回想している。

## 終戦まで
その後も田尻は東京勤務と中国勤務を繰り返し、その間、重慶政府との和平交渉に携わるなどの活動を行った。
日米開戦時には外務省調査部長の地位にあった。田尻は日米開戦に強く反対し、東條英機陸軍大臣と会談した際には「支那事変の尻ぬぐいをする日米戦争には（私は）何の役にもたたぬから辞めさせてほしい」と申出たが、受け付けられなかった。
1942年には特命全権公使、南京大使館上海事務所長となる。「汪政府に協力を余儀なくされる地位」であることに田尻は不満を持つが、「上海までが陸軍色に塗りつぶされては、支那事変の直接解決、外交の一元化はいよいよ難しくなる」との考えから、田尻はこの職を引き受けた。
上海事務所長時代には、「南京政府を束縛している」不平等条約の改訂に尽力。しかし大臣に対しても率直に意見を言う「出しゃばりすぎる私の癖」が災いし、1944年4月には「フィリピンの島流し」となった。
1945年1月、米軍の上陸を控えたフィリピンを脱出。1945年5月には、鈴木貫太郎内閣の下、大東亜次官を務めることとなった。田尻は大東亜省で「敗戦は時間の問題になってきた。戦後の対策を省をあげて具体的に研究することにしたい」と訓示したという。

## 戦後
1945年8月の終戦後、外務次官に就任。1946年1月に依願免本官。以降、淀川製鋼所取締役顧問、岩谷産業取締役顧問、東亜学院院長等を歴任した。
1955年の第27回衆議院議員総選挙に島根県全県区から無所属で立候補したが落選している。